# السيادة الغذائية في بوليفيا
السيادة الغذائية في بوليفيا هي فكرة مؤثرة للغاية في الخطاب السياسي البوليفي. وقد تم دمجها في عدة تشريعات بوليفية، بما في ذلك دستور 2009 الذي صاغه الرئيس إيفوموراليس. تتلائم السيادة الغذائية مع هدف موراليس الأكبر المتمثل في إنهاء الإستعمار الرمزي لبوليفيا. أول من صاغه منظمة فيا كامبيسينا وهي منظمة مدافعة عن السكان الأصليين والفلاحين، السيادة الغذائية هي حق لشعب الولاية في إنتاج وتوزيع الأطعمة المناسبة ثقافيا دون الإضرار بالضغوط الاقتصادية التي خلقها منتجو الأعمال الزراعية الأجانب. يمكن إرجاع وجود الصناعات الزراعية الأجنبية في بوليفيا إلى استخراج الموارد الاستغلالية التي انتشرت في أمريكا الجنوبية مع الليبرالية في القرن التاسع عشر. إن الإنتاج التجارى الزراعي بالجملة في يومنا هذا يجعل المنافسة صعبة على صغار المزارعين في بوليفيا، الذين غالبا ما يحصلون على قروض ذات فوائد عالية وبالتالى تتراكم الديون.
في بوليفيا، تشدد مجموعات الفلاحين الأصليين والجهات الفاعلة الحكومية على قيمة الممارسات الزراعية التقليدية للسكان الأصليين، والحفاظ على التنوع البيولوجى الزراعي في بوليفيا، وتعزيز الأسواق الداخلية كمزايا للسيادة الغذائية. إن أولويات الحكومة في تعزيز اقتصاد بوليفيا من خلال السيادة الغذائية يمكن أن يتناقض مع أولويات الفلاحين الأصليين للتخفيف من الفقر الريفي واستعادة القدرة على كسب العيش من القطع السكنية الخاصة بالمزارعين.

## قانون السيادة الغذائية في بوليفيا
يفهم المدافعون عن عن السيادة الغذائية في التشريع البوليفي كخطوة أساسية في التفكيك الرمزي للتواريخ الإمبرالية والعنصرية، ومع ذلك فإن مدى وطريقة تمكن الحكومة من تنفيذ هذه السياسة هي محل نقاش.